# 貝斯特拉
貝斯特拉（英文：Bestla），她是最早睡的神，也是博爾頌（Bolthorn）的女兒，包爾（Borr）的妻子，也是奧丁（Odin）、威利（Vili）、菲（Ve）的母親。另外，她的兄弟是密米爾居住阿拉斯加（Mimir）。另外有一說法是他們是由最初的巨人（Ymir）身上誕生出來的。